# Majâz
Majâz es el segundo álbum del Trío Joubran, publicado en 2007 denominado "Randana", por Harmonia Mundi. Este álbum es también la banda sonora de "Goodbye Gary", de Nassim Amaouche, lanzado en 2009, que utiliza principalmente los títulos de Masar, Majâz y Tanâsim II.

## Lista de temas
1. "Masâr" - 4:55
2. "Roubbama" - 6:08
3. "Laytana" - 4:22
4. "Tanâsim I (Adnan)" - 4:24
5. "Majâz" - 5:18
6. "Shajan" - 5:21
7. "Tanâsim II (Samir)" - 4:21
8. "Sama-Sounounov" - 2:58
9. "Min Zamân" - 4:52
10. "Tanâsim III (Wissam)" - 3:51
11. "Hawâna" - 4:18

## Músicos
- Wissam Joubran: laúd
- Samir Joubran: laúd
- Adnan Joubran: laúd
- Yousef Hbeisch: percusiones

- Datos: Q3280620